# Штрикер, Доминик
Доминик Штефан Штрикер (нем. Dominic Stephan Stricker; род. 16 августа 2002, Гросхёхштеттен) — швейцарский теннисист. Победитель двух турниров ATP в парном разряде; и победитель шести турниров ATP Challenger (5 — в одиночном разряде).
С 2021 года Штрикер представляет Швейцарию на Кубке Дэвиса, где его рекорд W/L: 5—8.
Победитель двух юниорских турниров Большого шлема: в одиночном разряде и в парном разряде (Открытый чемпионат Франции-2020); и финалист одного юниорского турнира Большого шлема в парном разряде (Открытый чемпионат Франции-2019); бывшая третья ракетка мира в юниорском рейтинге ITF (2020).

## Общая информация
Родился 16 августа 2002 года в Гросхёхштеттене, в кантоне Берн, в Швейцарии.

## Спортивная карьера
В 2021—2023 годах стал победителем пяти турниров ATP серии «челленджер» в одиночном разряде.
И в 2021 году стал победителем ещё одного турнира ATP серии «челленджер» и одного турнира ITF серии «фьючерс» в парном разряде.

### 2021
В конце июля 2021 года вместе с соотечественником Марк-Андреа Хюслером стал победителем парного турнира категории ATP 250 Suisse Open Gstaad в Гштаде (Швейцария), где они в финале победили польскую пару Ян Зелиньский и Шимон Вальков со счётом 6-1, 7-6(7).

### 2023
В начале июля 2023 года пробился через квалификацию в основную сетку одиночного разряда Уимблдонского турнира, где он в первом круге победил австралийца Алексея Попырина, но во втором круге за три сета проиграл американцу Фрэнсису Тиафо со счётом 6-7(11), 4-6, 2-6.
В конце июля 2023 года вместе с соотечественником Стэном Вавринка стал победителем парного турнира категории ATP 250 Suisse Open Gstaad в Гштаде (Швейцария), где они в финале победили пару Марсело Демолинер и Матве Мидделкоп со счётом 7-6(8), 6-2.
В начале сентября 2023 года пробился через квалификацию в основную сетку и дошёл до четвёртого круга одиночного разряда Открытого чемпионата США, где он во втором круге за пять сетов победил грека Стефаноса Циципаса, но в четвёртом круге за три сета проиграл американцу Тейлору Фрицу со счётом 6-7(2), 4-6, 4-6.